# O的故事
《O的故事》（法語：Histoire d'O），又譯《O孃》，是1954年出版的一部情色小說，由法国女作家安娜·德克洛（1907－1998）以「波莉娜·雷阿日」為筆名而創作。
德克洛對自己的作者身份守口如瓶，直到40年後，也就是她逝世前4年才公諸於世。據德克洛所言，她是將該書當作情書的一部份獻給她的愛人尚·波朗，因為波朗很欣賞薩德侯爵的情色作品。

## 情節
《O的故事》是關於一位名叫O的巴黎時尚圈的女性攝影師的受虐故事，她經常提供自己給與她所屬的秘密社團中的任何男性情人口交、性交、肛交。她經常被剝衣、蒙眼、綁縛、鞭笞。她的肛門因為被不斷插入並替換更大的塞子而擴大。她的陰唇被穿環；臀部被烙印。
故事一開始是O的情人─勒內，帶她到戴高樂城堡，在那她被訓練去服侍一家菁英俱樂部的會員們。經過一開始的訓練，勒內將她交給他的同父異母哥哥─史蒂芬先生，一位更嚴格的主人。勒內希望O學習去服侍她不愛也不愛她的人。經過史蒂芬的調教，O愛上了史蒂芬並相信他也同樣愛上她。夏日期間，史蒂芬先生將O送到薩穆瓦大廈，這是一棟老舊公寓，只居住著準備接受有關服從的進階訓練和身體改造的女性。在這O同意接受印有史密斯先生姓名的鐵環穿過她的陰唇，以此作為史密斯先生對她身體所有權的永久印記。
同時勒內鼓吹O去引誘一位不紅的模特兒─杰奎琳，到戴高樂城堡。當杰奎琳看到O的鎖鏈和疤痕時，她感到嫌惡。但O卻對自己自願為奴的情境引以為傲。雖然杰奎琳對O的情況嫌惡，但杰奎琳的同父異母妹妹卻變得迷戀O，並乞求O帶她到戴高樂城堡。
到了故事的高潮，O作為一個性奴被引介到一個大型派對上。在派對上，O幾乎全裸，僅頭上戴著貓頭鷹面具和藉由穿過她身上的環而圍繞在她身體上的皮帶而已，參加派對的賓客把她當成物品一樣對待。

## 外部連結
- Dominique Aury的訃告 （英文）
- BBC「O的故事」的報導（页面存档备份，存于） （英文）
- Observer article about Dominique Aury and the Story of O（页面存档备份，存于） 英文
- 互联网电影数据库（IMDb）上《Histoire d'O》的资料（英文）
- 互联网电影数据库（IMDb）上《Story of O, the Series》的资料（英文）
- 互联网电影数据库（IMDb）上《The Story of O: Untold Pleasures》的资料（英文）
- All about Story of O, the French erotic novel by Pauline Reage including the Books, Films, Comix and Art Extensive collection on the book, author and related material